# فيرينك دوبوس
فيرينك دوبوس (بالمجرية: Dobos Ferenc)‏ هو جغرافي مجري، ولد في 25 أبريل 1912 في Odorheiu Secuiesc ‏ في رومانيا، وتوفي في مايو 1992 في Cârța, Harghita ‏ في رومانيا.

## وصلات خارجية
- فيرينك دوبوس على موقع الاتحاد الدولي للتجديف (الإنجليزية)
- فيرينك دوبوس على موقع اللجنة الأولمبية الدولية (الإنجليزية)
- فيرينك دوبوس على موقع أوليمبيديا (الإنجليزية)